# TB Wülfrath
Der Turnerbund Wülfrath 1891 e. V. ist ein Sportverein in Wülfrath. Gegründet wurde der Turnerbund 1891. Es ist mit über 1.600 Mitgliedern (2006) der größte Sportverein der Stadt.

## Verein
Der TB Wülfrath besteht aus folgenden 10 Abteilungen:
- Badminton
- Basketball
- Breitensport für Senioren
- Gymnastik
- Handball (mit rund 400 Mitgliedern die größte Abteilung)
- Judo
- Leichtathletik
- Schwimmen
- Tischtennis
- Turnen

Aus dem Verein ging der Deutsche Meister im Hochsprung, der Olympiateilnehmer 1964 in Tokio, Wolfgang Schillkowski hervor. Von 1976 bis 2003 gab es auch eine Volleyballabteilung, aus der Nationalspieler Wolfgang Kuck hervorging.

## Handball
Die Handballabteilung des TB Wülfrath wurde im Jahre 1920 gegründet. Abteilungsleiter damals war Heinrich Thiel, der 1921 auch die Leitung des Vereins übernahm. Schon zu Beginn der 1930er Jahre spielte der TBW in der höchsten Spielklasse, der Gauliga. Nach dem Krieg wurde das erste Spiel am 7. Oktober 1945 gegen Bondsfeld-Nierenhof ausgetragen.
Im Feldhandball wurde 1956 der Olympiasieger und Weltmeister Günther Ortmann als Trainer zum Turnerbund geholt. Ab den 1960er Jahren spielte Wülfrath auch Hallenhandball und nahm an den Niederrheinmeisterschaften teil. Nach diesen anfänglichen Erfolgen folgten einige Jahre in den Niederungen des Kreises, bevor es begünstigt durch den Bau der Sporthalle in der Goethestraße in der Landesliga und später in der Verbands- und Oberliga zu neuen Erfolgen kommen sollte. 
Die Herrenmannschaft des TB Wülfrath stieg 1978 als Niederrheinmeister mit nur zwei Verlustpunkten in die damals zweitklassige Regionalliga West auf, wo sie sofort zur Spitzengruppe zählte. 1981 qualifizierte sich die Mannschaft als Staffelsieger der Regionalliga West (Staffel Süd) für die Premierensaison der 2. Handball-Bundesliga. 1982 ging der TBW eine Spielgemeinschaft mit dem aus der Handballabteilung des DJK Ratinger TB hervorgegangenen HSV Ratingen ein (HSG Wülfrath/Ratingen), welcher bereits nach einem Jahr den Profispielbetrieb anstelle der beteiligten Stammvereine komplett übernahm und gleichzeitig zu HSV Düsseldorf umfirmierte. 
Mit diesem Namen wechselte der so neu entstandene – und seitdem von TB Wülfrath und Ratinger TB unabhängige – Verein unter das organisatorische Dach der TuRU Düsseldorf und bildete mit dieser für die folgenden zehn Jahre von 1983 bis 1993 die HSG TuRU Düsseldorf. Unter dieser Bezeichnung spielte die Mannschaft insgesamt acht Spielzeiten lang in der 1. Bundesliga, erreichte 1987 das Endspiel im DHB-Pokal, wurde 1988 Deutscher Vizemeister und gewann 1989 sogar den IHF-Pokal (Vergleichbar UEFA-Cup im Fußball). 
Nachdem die TuRU 1993 aus der HSG ausgeschieden war, spielte der HSV Düsseldorf sieben Jahre lang alleine, bevor er mit dem Allgemeinen Rather TV erneut eine Spielgemeinschaft einging. Die HSG ART/HSV Düsseldorf hatte zwölf Jahre lang Bestand. Im Jahr 2012 musste der HSV Düsseldorf als Träger der Bundesligalizenz der Spielgemeinschaft Insolvenz anmelden. Der davon unbelastete Allgemeine Rather TV übernahm die Spiellizenz und führte den Spielbetrieb als ART Düsseldorf in der 3. Liga fort.
Neben den Herren waren die Wülfrather Damen nicht minder erfolgreich und gehörten in den 1980er Jahren ständig der Regionalliga an. Durch den Gewinn der Oberliga 2009/10 qualifizierte sich die Damenmannschaft für die neugegründete 3. Liga. In der Saison 2023/24 gelang ihnen als Vizemeister der Regionalliga Nordrhein über die Aufstiegsrelegation der erneute Aufstieg in die 3. Liga (Frauen).
Mit über 30 spielenden Mannschaften gehört die Jugendabteilung des TB Wülfrath zu den größten Nachwuchsabteilungen am Niederrhein. Im männlichen Nachwuchsbereich gehören die Teams der Wülfrather seit Jahren zur Spitze des Handballverbandes Niederrhein und konnten von 2007 bis 2009 drei Niederrheinmeistertitel und zwei Westdeutsche Vizemeistertitel erkämpfen.
Herausragende Spieler des Vereins im Hallenhandball waren der Weltklassespieler Hans-Günter „Hansi“ Schmidt, die Ex-Nationalspieler Jochen Becker und Heinz Ratschen und das Wülfrather Eigengewächs und späterer Nationalspieler Stephan Schöne (später bei HSG TURU Düsseldorf, SG Wallau-Massenheim und HC Wuppertal).